# Meliphaga gracilis
Meliphaga gracilis là một loài chim trong họ Meliphagidae.